# Parelmoermot
De parelmoermot, netelmot of gewone brandnetelmot (Patania ruralis) is een vlinder uit de familie van de grasmotten (Crambidae) en een van de grootste leden uit die familie. De spanwijdte bedraagt 26 tot 40 mm. Door het formaat wordt de imago wel aangezien voor een spanner (Geometridae). De vlinder rust normaal gezien met alle vier de vleugels zichtbaar. Onder bepaalde lichtomstandigheden is er een veelkleurig parelmoerachtig schijnsel zichtbaar, waarnaar de Nederlandse naam verwijst. In het Engels heet de vlinder om dezelfde reden Mother of Pearl.

## Rupsen
De rupsen van de parelmoermot leven vooral van de grote brandnetel. Zij overwinteren. De rupsen leven in naar beneden toe rondgevouwen bladeren van de waardplant die met witte draden worden samengesponnen. De rupsen wisselen enkele malen van spinsel, en ook verpopping vindt hierin plaats.

## Voorkomen
Deze soort komt voor in geheel Europa, Rusland, India, China, Korea en Japan. De parelmoermot is in Nederland en België een zeer algemene vlinder die vliegt van juni tot september in twee generaties.